# Lista najwyższych budynków w Turcji
Obecnie w kraju znajduje się 60 budynków przekraczających 150 metrów, 9 w trakcie budowy i 2 planowane (stan z dnia 01.01.2020). Większość najwyższych budynków znajduje się w Stambule.

## 25 najwyższych budynków

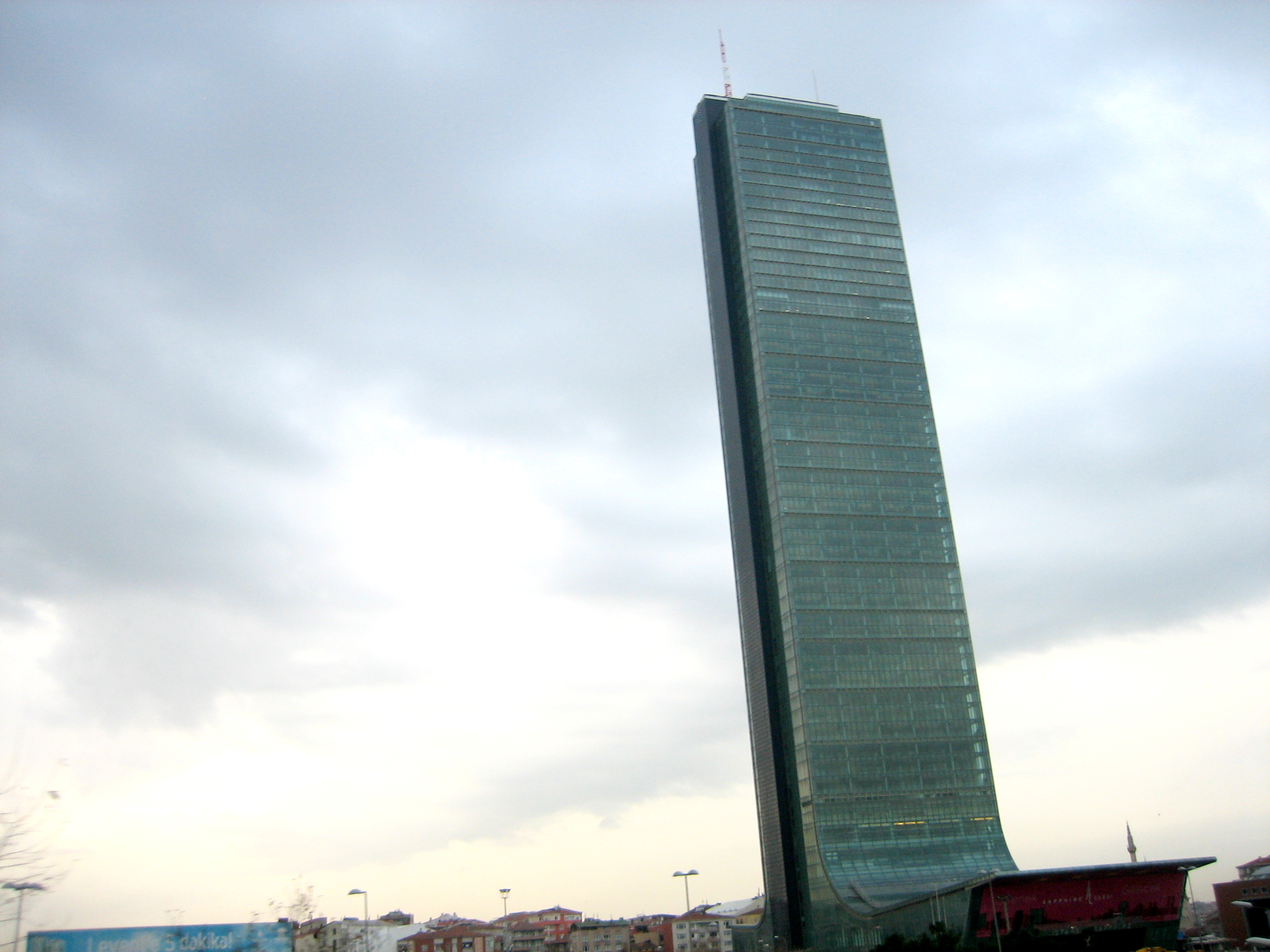
Sapphire Tower

Lista najwyższych budynków w Turcji, według bazy danych o najwyższych budowlach świata prowadzonej przez Council on Tall Buildings and Urban Habitat (CTBUH) (stan z 01.01.2020).
| Miejsce | Nazwa                     | Miasto  | Wysokość (m) | Kondygnacje | Rok ukończenia |
| ------- | ------------------------- | ------- | ------------ | ----------- | -------------- |
| 1       | Skyland Office Tower      | Stambuł | 284          | 65          | 2017           |
| 2       | Skyland Residential Tower | Stambuł | 284          | 64          | 2017           |
| 3       | Metropol Tower Istanbul   | Stambuł | 280          | 58          | 2017           |
| 4       | Sapphire Tower            | Stambuł | 261          | 55          | 2010           |
| 5       | Nurol Life                | Stambuł | 220          | 60          | 2018           |
| 6       | Istanbul Tower 205        | Stambuł | 220          | 54          | 2019           |
| 7       | Mistral Office Tower      | Izmir   | 216          | 48          | 2017           |
| 8       | Maslak Spine Tower        | Stambuł | 202          | 47          | 2014           |
| 9       | Folkart Tower A           | Izmir   | 200          | 40          | 2014           |
| 10      | Folkart Tower B           | Izmir   | 200          | 40          | 2015           |
| 11      | Anthill Residence 1       | Stambuł | 194.5        | 54          | 2010           |
| 12      | Anthill Residence 2       | Stambuł | 194.5        | 54          | 2011           |
| 13      | Ciftci Tower A            | Stambuł | 194          | 45          | 2018           |
| 14      | Ciftci Tower B            | Stambuł | 194          | 45          | 2018           |
| 15      | Point Bornova             | Izmir   | 193          | 50          | 2016           |
| 16      | Varyap Meridian A Block   | Stambuł | 188.4        | 52          | 2012           |
| 17      | Ege Perla Tower A         | Izmir   | 186          | 46          | 2016           |
| 18      | Kuzu Effect               | Ankara  | 186          | 46          | 2018           |
| 19      | Allianz Tower             | Stambuł | 185.5        | 40          | 2015           |
| 20      | One Tower                 | Ankara  | 185          | 38          | 2016           |
| 21      | IS Bankasi Tower I        | Stambuł | 181.2        | 52          | 2000           |
| 22      | Andromeda Gold            | Stambuł | 181          | 52          | 2013           |
| 23      | Varyap Meridian C Block   | Stambuł | 180          | 45          | 2013           |
| 24      | Palladium Tower           | Stambuł | 180          | 43          | 2014           |
| 25      | Skyland Hotel Tower       | Stambuł | 180          | --          | 2018           |

Wykres przedstawia liczbę wybudowanych wysokościowców przekraczających 200 metrów w danym okresie. W Turcji oddano do użytku 10 wieżowców przekraczających 200 metrów, w budowie jest kolejne 5 wieżowców przekraczających 200 metrów.

## 200+ budynki w budowie
Lista najwyższych budynków w budowie w Turcji, według bazy danych o najwyższych budowlach świata prowadzonej przez Council on Tall Buildings and Urban Habitat (CTBUH) (stan z 01.01.2020).
| Miejsce | Nazwa                                                | Miasto  | Wysokość (m) | Kondygnacje | Rok ukończenia |
| ------- | ---------------------------------------------------- | ------- | ------------ | ----------- | -------------- |
| 1       | Merkez Ankara Office Tower                           | Ankara  | 301          | 66          | 2020           |
| 2       | Mahall Bomonti Izmir                                 | Izmir   | 240          | 58          | 2022           |
| 3       | Emaar Square The Address Hotel & Residences          | Stambuł | 229.4        | 50          | 2020           |
| 5       | Istanbul International Finance Center Ziraat Tower I | Stambuł | 219.2        | 46          | 2020           |
| 6       | Elya Royal Tower                                     | Ankara  | 210          | 45          | 2020           |

## Najwyższe budynki planowane
Lista najwyższych budynków planowanych w Turcji, według bazy danych o najwyższych budowlach świata prowadzonej przez Council on Tall Buildings and Urban Habitat (CTBUH) (stan z 01.01.2020).
| Miejsce | Nazwa              | Miasto | Wysokość (m) | Kondygnacje | Rok ukończenia |
| ------- | ------------------ | ------ | ------------ | ----------- | -------------- |
| 1       | Terrace Ofis Tower | Ankara | 176          | 44          | 2020           |
| 2       | EGO Hotel          | Ankara | 151          | 38          | 2020           |